# Pijeran
Pijeran is een bestuurslaag in het regentschap Ponorogo van de provincie Oost-Java, Indonesië. Pijeran telt 2601 inwoners (volkstelling 2010).